# 吴灭州来之战
吴灭州来之战發生於前529年（周景王十六年、鲁昭公十三年、楚灵王十二年、吴王馀眛二年），吴国军队攻灭州来国（今安徽省凤台县）的作战。
州来国原来是楚国的属国，前529年四月，楚国内乱，楚灵王的弟弟公子比率领陈蔡许叶四地的军队攻入郢都，杀死太子禄。楚灵王自杀。公子弃疾杀公子比自立为楚平王。冬天，吴国乘机灭亡吴楚之间的战略要地州来，令尹子期请求进攻吴国。楚平王不答应，表示百姓没有安抚，鬼神没有事奉，防御设备没有修缮，国家和家族没有安定，此时使用百姓的力量，失败了后悔不及。州来在吴国，就像在楚国一样。姑且等待。州来于是属吴。